# Fenenna magyar királyné
Kujáviai Fenenna vagy Piast Fenenna (lengyelül: Fenenna kujawska/Fenenna inowrocławska; 1276 körül – Buda, 1295. szeptember 8. után) a Piast-házból származó kujáviai és inowrocławi hercegnő, III. András magyar királlyal kötött házassága révén Magyarország királynéja 1290-től haláláig. Ő volt férje első hitvese, kapcsolatukból származó egyetlen gyermekük, Árpád-házi Boldog Erzsébet pedig az Árpád-ház utolsó férfiági sarja volt.

## Életrajz
Édesapja Ziemomysl kujáviai herceg (III. Kázmér lengyel király nagybátyja és I. Ulászló lengyel király féltestvére), édesanyja Salome kelet-pomerániai hercegnő volt. 1290-ben Fenenna III. András magyar királyhoz ment férjhez. Házasságukból egyetlen leánygyermek, Erzsébet született, akit előbb Vencel cseh herceggel jegyeztek el, majd az eljegyzés felbontása után a svájci tössi Domonkos-rendi apácakolostorba lépett.
Fenenna királyné 1295. szeptember 8. után röviddel halt meg Budán. Temetkezési helye bizonytalan, földi maradványai valószínűleg Székesfehérváron vannak eltemetve.
Halála után néhány hónappal, 1296. február 13-án Bécsben férje másodszor is megnősült, Habsburg I. Albert osztrák herceg és Erzsébet görzi grófnő leányát, Ágnest vette feleségül.